# Escharella longicollis
Escharella longicollis är en mossdjursart som först beskrevs av Jullien 1882.  Escharella longicollis ingår i släktet Escharella och familjen Romancheinidae. Inga underarter finns listade i Catalogue of Life.